# Coppa del mondo CONIFA 2020
La Coppa del mondo CONIFA 2020 (inglese: 2020 CONIFA World Football Cup) avrebbe dovuto essere la 4ª edizione della Coppa del mondo CONIFA organizzata dalla CONIFA, federazione internazionale di calcio fondata nel 2013 alla quale sono affiliate squadre che rappresentano le nazioni, le dipendenze, gli Stati senza un riconoscimento internazionale, le minoranze etniche, i popoli senza Stato, le regioni e le micronazioni non affiliate alla FIFA, ed era prevista dal 30 maggio al 7 giugno 2020.
Gli organi della ConIFA, così come il comitato organizzatore sono in stretto contatto con le federazioni membri e il governo della Macedonia settentrionale, hanno parlato dell'incertezza dell'organizzazione della Coppa del mondo di calcio ConIFA 2020 a causa della pandemia di COVID-19.
Il 23 marzo 2020 ne è stata annunciata la cancellazione.